# Za Olszowcem
Za Olszowcem – zniesiona nazwa osady w Polsce położona w województwie mazowieckim, w powiecie przysuskim, w gminie Borkowice.
Nazwa miejscowości została zniesiona z 2022 r.
W latach 1975–1998 miejscowość administracyjnie należała do województwa radomskiego.